# Pussy Galore
 Pussy Galore este un personaj fictiv din romanul Goldfinger din 1959 al lui Ian Fleming James Bond și în filmul din 1964 cu același nume. În film, ea este interpretată de Honor Blackman. Personajul revine în romanul din 2015 Trigger Mortis de Anthony Horowitz.
Se crede că Blanche Blackwell, o jamaicană de origine anglo-evreiască, a fost modelul lui Fleming pentru Pussy Galore.